# جون بيلي (لاعب دوري الرغبي)
جون بيلي (بالإنجليزية: John Bailey)‏ هو لاعب دوري الرغبي أسترالي، ولد في 1954.